# Китайский мунтжак
Китайский мунтжак (Muntiacus reevesi) — вид мунтжаков, широко распространенный в Юго-Восточном Китае (от Ганьсу до Юньнаня) и Тайване. Он также был завезён в Бельгию, Голландию и Великобритании (южная Англия), где он обитают в натуральных условиях.
Основной окрас тела — темно-охристый. Отличаются достаточно простым строением рогов: каждый рог имеет лишь одно, максимум два ответвления длиной не более 15 см. Отличительной особенностью всех мунтжаков (род Muntiacus) являются темные лицевые полосы, идущие от глаз в форме буквы «V», которые помечают секретные железы, расположенные возле глаз.
Продолжительность жизни в природе не более 10 лет. В зоопарках мунтжаки достигали 16‒18-летнего возраста.